# Cataviña
Cataviña est un petit village situé au sud de Ensenada, en Basse-Californie au Mexique ; son nom ancien en langue cochimí est Kataviñá.

## Galerie photographique

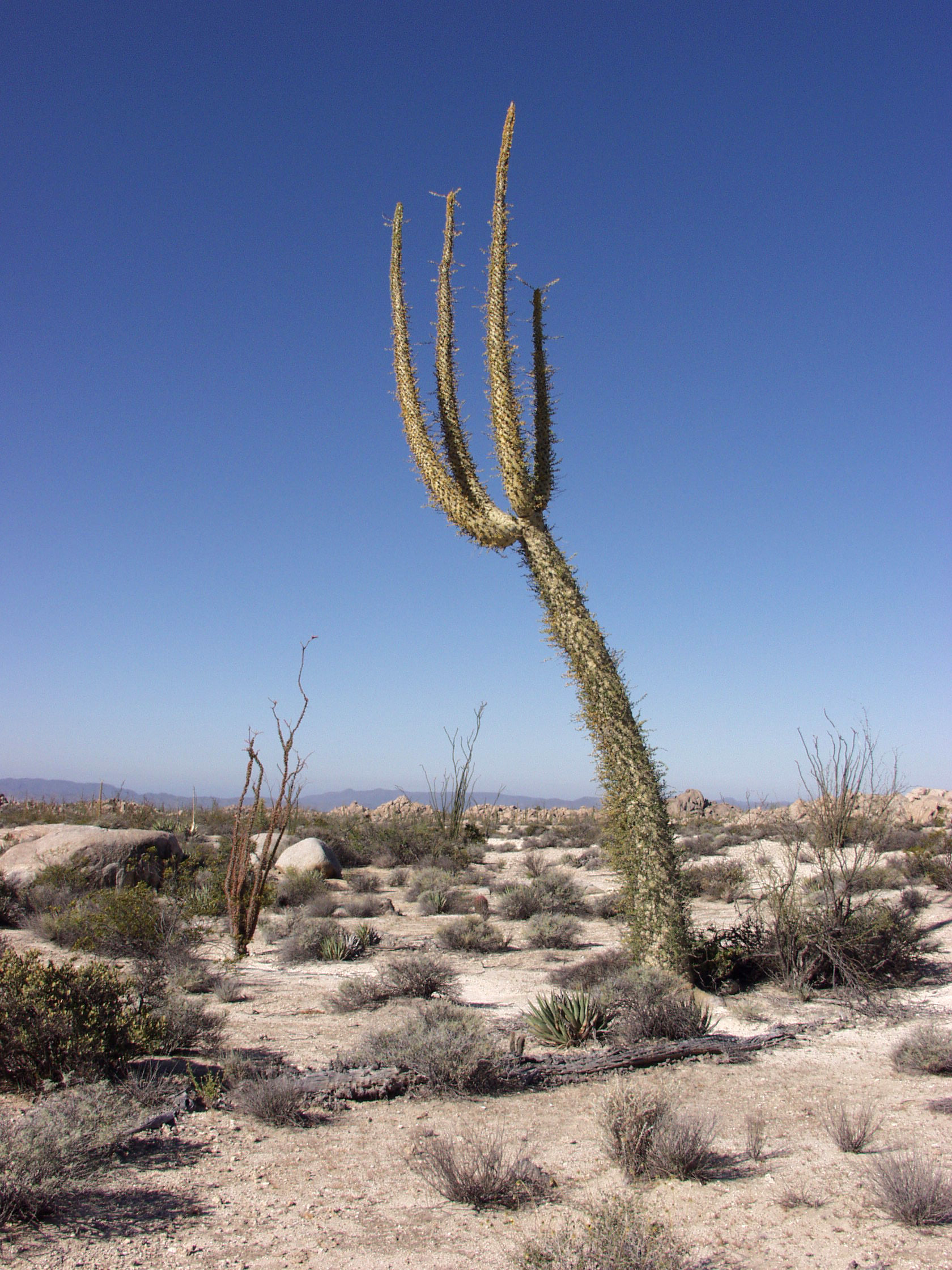
Valle de los cirios.
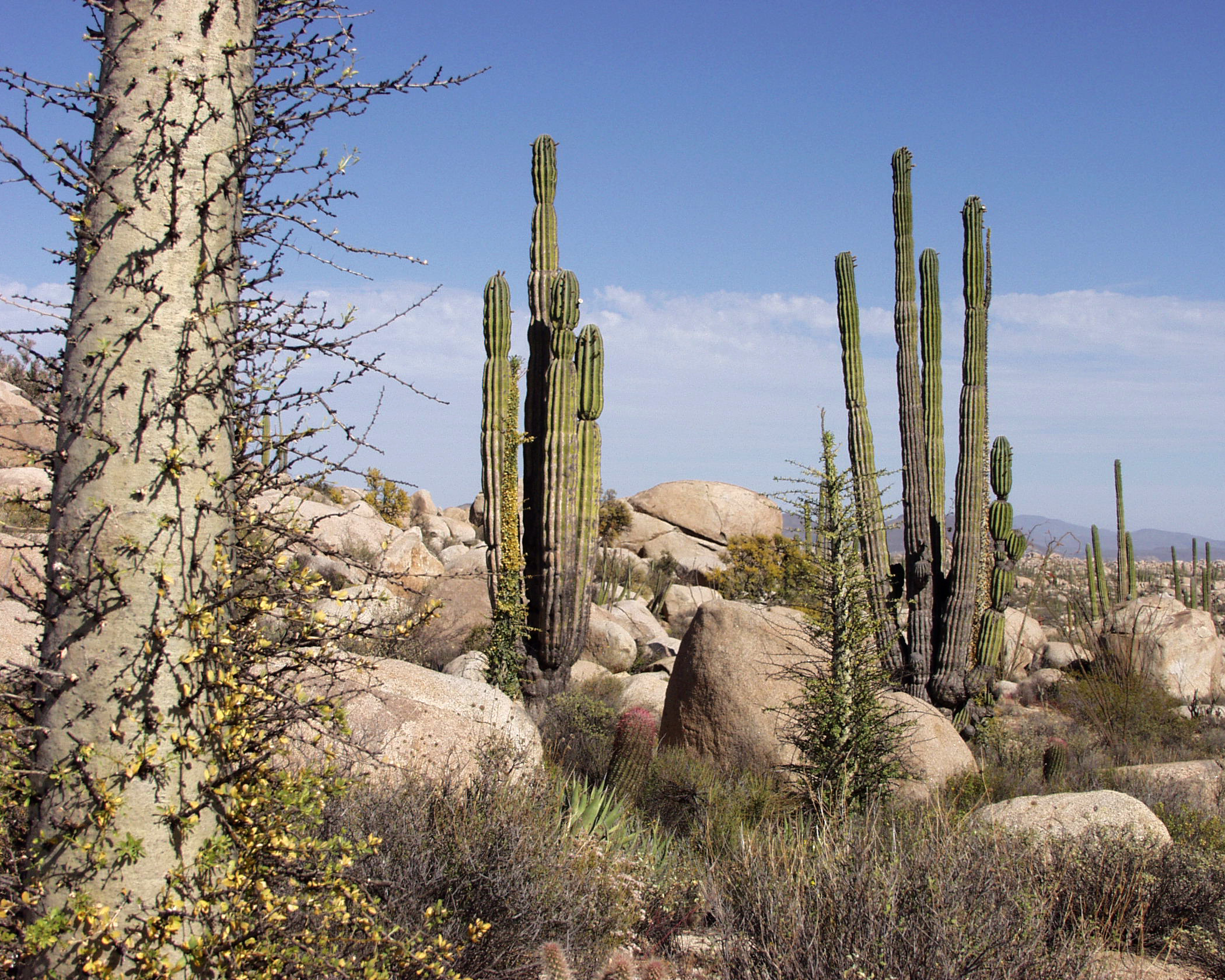
Valle de los cirios.
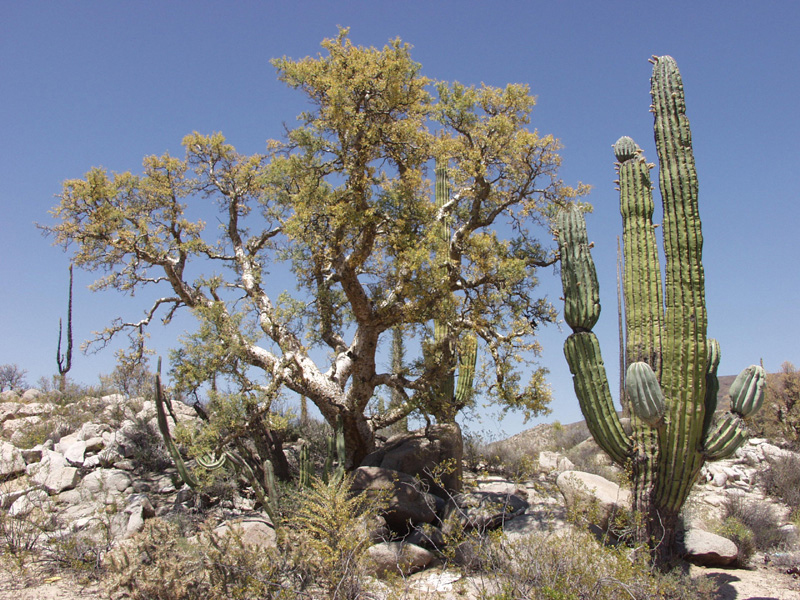
Valle de los cirios.
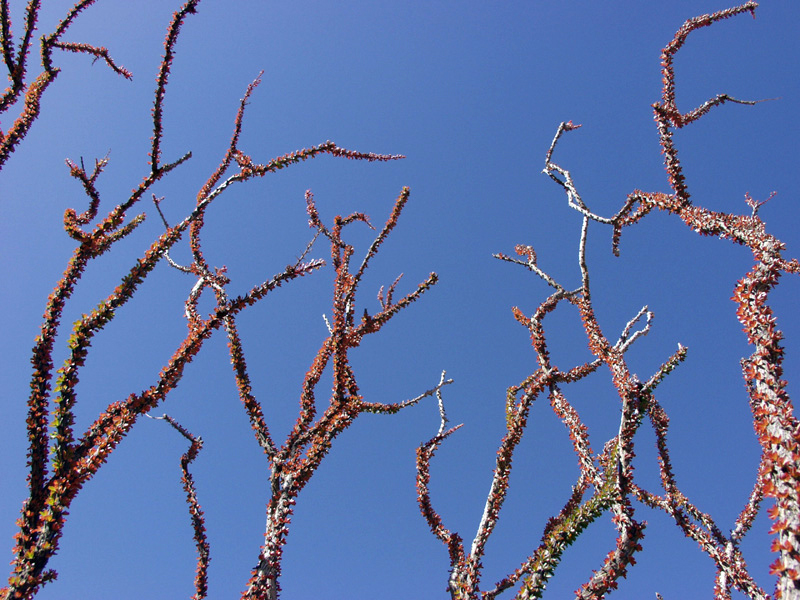
Valle de los cirios.
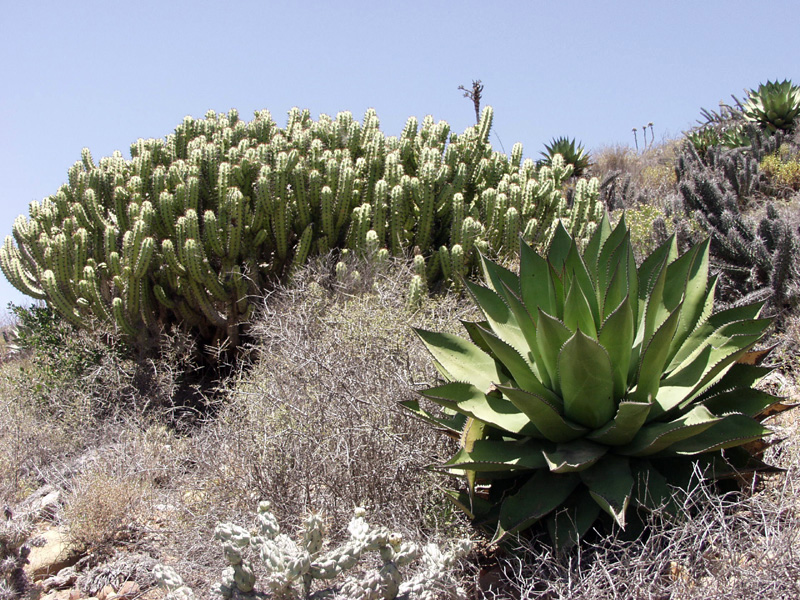
Valle de los cirios.